# El Prat de Llobregat (Gerichtsbezirk)
Der Gerichtsbezirk El Prat de Llobregat ist einer der 25 Gerichtsbezirke in der Provinz Barcelona.
Der Bezirk umfasst die Gemeinde El Prat de Llobregat auf einer Fläche von 31,53 km² mit dem Hauptquartier in El Prat de Llobregat.